# 鮑莫爾現象
鲍莫尔现象（英語：Baumol effect）或鲍莫尔成本病（英語：Baumol's cost disease）是美国经济学家威廉·鲍莫尔所提出的一种現象，主要在说明一种經濟部门的生产力相对落后于另一种部门的理由。

## 理論
他建立兩部門宏觀經濟增長模型，其中一個部門是進步部門，另外一個部門是停滯部門。進步部門的生產率相對快速增長將導致停滯部門出現相對成本的不斷上升。他認為很多服務部門都具有這一特征，相對於製造業，服務業的勞動生產率更難以提高，因而，隨著製造業的生產率改進，服務業在整個經濟中的比重反而上升。
鮑莫爾在1960年代發表的論文中選用的是舞台藝術當作例子。他發現貝多芬的弦樂四重奏所需的演奏人數或是戲劇的演員人數和演出內容在整個19世紀都沒有發生變化，因此該行業的生產率增長為0，但由於隨時代變化工資不斷提高，因此藝術行業的人力成本不斷提高 。

### 引用
1. ↑  Baumol, W. J.; Bowen, W. G.  (PDF). The American Economic Review. March 1965, 55 (1/2): 495–502  [2022-05-09]. doi:10.2307/1816292. （原始内容存档 (PDF)于2022-07-08）.
2. ↑  Baumol, William J.; Bowen, William G. . Cambridge, Mass.: M.I.T. Press. 1966  [2022-05-09]. ISBN 0262520117. （原始内容存档于2022-04-22）.